# Jazz 'Round the World
Jazz 'Round the World — студійний альбом американського джазового музиканта-мульти-інструменталіста Юсефа Латіфа, випущений у 1964 році лейблом Impulse!.

## Опис
Перший альбом Юсефа Латіфа на лейблі Impulse! під назвою Jazz 'Round the World передбачає формування моди на етнічну музику із серією захоплюючих інтерпретацій традиційних етнічних народних пісень. Окрім тенор-саксофону і флейти, Латіф грає на фаготі та гобої. Йому акомпнанує гурт, до якого увійшли трубач Річард Вільямс, піаніст Г'ю Лоусон, басист Ерні Фарроу і ударник Лекс Гамфріс.

## Список композицій
1. «Abana» (Майкл Б. Олатунджі) — 2:20
2. «India» (Юсеф Латіф) — 4:09
3. «You So Tender and Wistful» (аранж. Юсеф Латіф) — 2:29
4. «Yusef's French Brother» (аранж. Юсеф Латіф) — 4:10
5. «The Volga Rhythm Song» (аранж. Юсеф Латіф) — 2:03
6. «Trouble In Mind» (Річард М. Джонс) — 3:12
7. «The Good Old Roast Beef of England» (аранж. Юсеф Латіф) — 2:31
8. «Raisins and Almonds» (А. Голдфедден) — 3:05
9. «Utopia» (Юсеф Латіф) — 2:47
10. «Ringo Oiwake» (аранж. Юсеф Латіф) — 4:18

## Учасники запису
- Юсеф Латіф — тенор-саксофон, фагот, флейта, гобой, шехнай
- Річард Вільямс — труба
- Г'ю Лоусон — фортепіано
- Ерні Фарроу [як Ерні Барроуз] — контрабас
- Лекс Гамфріс — ударні

Технічний персонал
- Боб Тіл — продюсер
- Руді Ван Гелдер — інженер